# دبليو. دبليو. وارتون
دبليو. دبليو. وارتون (بالإنجليزية: W. W. Wharton)‏ هو مدير فني أمريكي، ولد في 14 مايو 1872 في إنديانا في الولايات المتحدة، وتوفي في 16 ديسمبر 1963 في سان أنطونيو في الولايات المتحدة.